# Anomala micholitzi
Anomala micholitzi är en skalbaggsart som beskrevs av Ohaus 1913. Anomala micholitzi ingår i släktet Anomala och familjen Rutelidae. Inga underarter finns listade i Catalogue of Life.